# Pablo Zabaleta
Pablo Javier Zabaleta, född 16 januari 1985 i Buenos Aires, är en argentinsk före detta fotbollsspelare. Han spelade på höger sida av planen, antingen som försvarare eller mittfältare. Han har även ett spanskt pass.

## Karriär
Zabaleta började sin karriär år 2002 i CA San Lorenzo de Almagro. Klubben hade värvat honom redan som 12-åring från den lokala klubben Obras Sanitarias.
Zabaleta flyttade till spanska RCD Espanyol de Barcelona år 2005 för tre miljoner euro, efter att ha varit kapten för Argentinas U20-landslag i FIFA World Youth Championship 2005, vilket Argentina också vann.
Den 31 augusti 2008 skrev Zabaleta på ett femårskontrakt för engelska Manchester City för omkring 6,45 miljoner pund. Zabaleta spelade 333 matcher i citytröjan och vann 2 Premier League titlar, 1 FA-cup och 2 ligacuper
Den 26 maj 2017 skrev Zabaleta på ett tvåårskontrakt med engelska West Ham United. Den 16 oktober 2020 meddelade Zabaleta att han avslutade sin fotbollskarriär.